# Braunschweig (Breslauer Patriziergeschlecht)
Das Patriziergeschlecht von Braunschweig (auch von Brunswic, von Brunswig) ist von 1311 bis 1372 in Breslau nachgewiesen. Zwei Familienmitglieder gehörten als Ratsherren dem Breslauer Rat an.
Der Name von Braunschweig ist kein Adelsprädikat, sondern eine Herkunftsbezeichnung. Es besteht auch keine Verwandtschaft mit dem braunschweigischen Herzoghaus oder weiteren gleichnamigen Lüneburger oder Kolberger Geschlechtern (z. B. auch Brunsvik (Adelsgeschlecht)).

## Stammliste
1. Henricus / Heinrich de Brunswic († 1318), Breslauer Ratsherr, ist für das Jahr 1314 als Konsul belegt. Er war Kaufmann und wahrscheinlich der erste seiner Sippe, der Bürger von Breslau wurde. Er hatte eine Tochter und vier Söhne:
  1. Hedwig von Braunschweig, war 1318 mit dem Breslauer Ratsherrensohn Hans von Görlitz vermählt.
  2. Johann von Braunschweig, 1319 als Chorherr des Stifts St. Maria auf dem Sande belegt.
  3. Gerko von Braunschweig, für das Jahr 1311 belegt.
  4. Andreas von Braunschweig, Priester, für das Jahr 1311 belegt.
  5. Gisko von Braunschweig († 1350), ebenfalls für das Jahr 1311 belegt. Von 1336 bis 1345 gehörte er mit einer Unterbrechung dem Breslauer Rat als Ratmann und Schöffe an. Er war mit Margarethe N. N. verheiratet und hinterließ zwei Kinder:
    1. Katharina von Braunschweig, von 1350 bis 1372 als Nonne des Klosters Trebnitz belegt.
    2. Heidenreich von Braunschweig ist für das Jahr 1350 als Bürger von Breslau nachgewiesen. Er war vermutlich der letzte männliche Nachkomme des Ratsherrengeschlechts.